# Chinijo-Archipel
Der Chinijo-Archipel (spanisch Archipiélago Chinijo) ist eine kleine Inselgruppe nördlich der Kanareninsel Lanzarote im Atlantischen Ozean.

## Geografie
Zum Chinijo-Archipel gehören die unbewohnten Inseln Alegranza, Montaña Clara, Roque del Este, Roque del Oeste und die einzige bewohnte Insel La Graciosa, mit 771 Einwohnern im Jahr 2019.
Das Gebiet umfasst 40,48 km² Landfläche, ist durch die etwa einen Kilometer breite Meerenge El Río von Lanzarote getrennt und wird dort von der Gemeinde Teguise verwaltet.

## Naturschutz
Der Archipel wurde im Mai 1986 zusammen mit der nördlichen Steilküste Lanzarotes, dem Risco de Famara und Teilen der Flugsandebene El Jable sowie dem Monte Corona (alle Teil der Gemeinde Haría) auf nationaler Ebene gesetzlich zum Naturschutzgebiet erklärt, das den Namen Parque Natural del Archipielago Chinijo trägt. Damit geht der Naturpark mit einer Fläche von insgesamt 462,36 Quadratkilometern (davon 91,12 Quadratkilometer Landfläche) weit über das Gebiet des Archipels hinaus. Innerhalb dieses Naturparks sind seit 1994 die Inseln Montaña Clara, Roque del Este und Roque del Oeste als Reserva Natural Integral de los Islotes besonders geschützt. Ihr Schutz ist höher angesiedelt als der des restlichen Naturparks, so dass das Betreten dieser drei Inseln strengstens verboten ist.
1986 wurden 17,22 Quadratkilometer des gesamten Naturparks zum Zona Especial de Protección para las Aves (ZEPA) erklärt, einem besonderen Schutzgebiet der Vogelwelt nach der Richtlinie 79/409/EWG über die Erhaltung der wildlebenden Vogelarten. Wichtige Vertreter unter den hier etwa 150 Vogelarten sind Fischadler, Eleonoren- und Wüstenfalken, Gelbschnabel-Sturmtaucher, Wellenläufer und Schmutzgeier.
In der Flora und Fauna dieses Naturparks existieren einige Endemiten, wobei 90 Prozent der lanzarotenischen Endemiten im Chinijo-Archipel leben.
Die Gewässer des Chinijo-Archipels sind 1995 als Reserva Marina de Isla Graciosa e Islotes del Norte de Lanzarote ebenfalls als spezielles Schutzgebiet ausgewiesen worden, erteilt durch die Kanarische Verwaltung für Fischerei und das Ministerium für Landwirtschaft, Fischerei und Ernährung. Unter Schutz stehen unter anderem hier lebende Meeresschildkröten, neun Wal- und Delfinarten sowie Napfschnecken.
Auf europäischer Ebene gehört der Archipel zu den Schutzgebieten des Netzes Natura 2000 sowie international seit 1993 zum Biosphärenreservat Lanzarote der UNESCO.